# Jr.
För andra betydelser, se Jr.
Jr. är ett studioalbum av Stakka Bo (Johan Renck) från 2001.
Albumet är producerat av Johan Renck och Martin Landquist. Det utgavs på Beverage Records. Kents frontfigur Joakim Berg medverkade som kompositör och gitarrist på två låtar.

## Låtförteckning
1. Sunday (4:56)
2. Linger (4:07)
3. Mute (4:37)
4. Sinister (4:35)
5. High and Low (3:54)
6. Nothing Here is Real (3:06)
7. Love of a Woman (3:47)
8. Silver (4:19)
9. Killer (4:01)
10. We Vie (3:54)
11. In for the Kill (4:18)
12. Monster (4:19)
13. Universe (3:43)
14. Commotion (4:44)

Alla låtar är skrivna av Johan Renck förutom 3: Martin Landquist/Johan Renck, 5 och 9: Joakim Berg/Johan Renck, 6: Martin Renck/Johan Renck samt 10: McCarthy/Smith/Mighty.